# Det blinde øje
Det blinde øje er en dansk dokumentarfilm fra 1986, der er instrueret af Erling Frederiksen.

## Handling
En række udtalelser fra forskellige holbækkere om deres syn på stofmisbrugets omfang i byen. Socialudvalgsformanden, lægen, en socialrådgiver, apotekeren og diverse folk fra gaden udtaler sig om Holbæk og stofferne. Der er ingen narkopolitik og ingen særlig sagkundskab på dette område. Det er filmens formål at skabe debat om emnet og dermed få en konsekvent narkopolitik i Holbæk.